# نیکلاس بنسایا
نیکلاس بنسایا (انگلیسی: Nicholas Bensaja؛ زادهٔ ۷ ژوئن ۱۹۹۵) بازیکن فوتبال است.